# Ginty Vrede
Ginty Vrede (ur. 18 lipca 1985, zm. 28 stycznia 2008 w Amsterdamie) – surinamsko-holenderski kick-boxer i zawodnik boksu tajskiego, mistrz świata WBC Muay Thai w wadze ciężkiej z 2008.

## Kariera sportowa
Urodził się w Surinamie, jednak w dzieciństwie wraz z rodziną przeniósł się do Holandii. Jako nastolatek zainteresował się sportami walki, zapisując się do klubu Bear Paw Gym w Heiloo. W latach 2004–2007 walczył głównie na lokalnych galach w Holandii wygrywając 20 pojedynków m.in. z Hesdy Gergesem i przegrywając tylko raz z Wendellem Rochem. 12 stycznia 2018 w Las Vegas pokonał przez nokaut Shane'a del Rosario, zostając tym samym mistrzem świata WBC Muay Thai wagi ciężkiej. Tytułu nigdy nie zdołał obronić gdyż nieco ponad dwa tygodnie później 28 stycznia niespodziewanie zmarł wskutek zatrzymania akcji serca.